# Латински савез
Латински савез (лат. Foedus Latinum; 8. век п. н. е. − 338. п. н. е.) је био савез од око 30 латинских племена која су се окупљала најпре код светилишта Јупитера Лациара на Монте Каво на Албанским планинама, потом код светилишта Дијане у Арицији, Тускулу и најзад на Авентину у Риму. 

## Савез
Стари Лациј је област у равници на доњем Тибру од Тиренског мора до Албанских и Сабинских планина. На том простору се развило око 30 самосталних политичких заједница. Дионисије из Халикарнаса даје већи број заједница, али се то односи на време битке код Регилског језера почетком 5. века п. н. е. Многе од заједница основала је Алба Лонга. Према Тит Ливију, Енеја Силвије, краљ Алба Лонге, основао је 18 градова међу којима су Тибур, Пренесте, Габији, Тускулум, Лабикум и Ариција. Окупљања Латина код неких светилишта ради прослављања заједничког празника започела су релативно рано. Савез је имао чисто сакрални карактер и није ограничавао право чланица да ратују међусобно, као ни да склапају савезе. За време празника престајала су сва непријатељства. На челу савеза стајао је dictator Latinus. Временом се Рим издвојио као водећа држава међу Латинима. Почетком 5. века п. н. е. вођен је први рат између Рима и Латина и завршен је победом Рима у бици код Регилског језера (493. п. н. е.). Последњи Римско-латински рат вођен је од 340. до 338. године п. н. е. Римљани су поново однели победу. Латине су поделили у три групе. Једној су оставили унутрашњу управу, другу су прикључили својој држави и дали јој грађанска права, а трећа је прикључена римској држави са ограниченим грађанским правима. Посебан облик градова биле су муниципије које су сачувале своју независност прилагодивши државно уређење римском. 